# Peter Haber (Leichtathlet)
Peter Haber (geboren am 6. August 1967) ist ein ehemaliger deutscher Leichtathlet.

## Leben
Peter Haber stammt aus Sigmaringendorf und ist Zerebralparetiker. Als Leichtathlet nahm er mit der deutschen Behinderten-Nationalmannschaft 1992 an den Paralympischen Sommerspielen teil. Er wurde dabei sowohl in den Laufwettbewerben als auch im Weitsprung eingesetzt. Im 100-Meter-Lauf gewann er die Goldmedaille, während er im Weitsprung mit einer Weite von 5,42 m die Silbermedaille errang.
Er nahm auch an den Leichtathletik-Weltmeisterschaften der Behinderten 1994 teil, bei denen er in der Leistungsgruppe T 36 im 100-Meter-Lauf die Goldmedaille und im 200-Meter-Lauf die Silbermedaille erzielte.
Peter Haber war auch bei den Paralympischen Sommerspielen im Jahr 2000 in Sydney im Einsatz. Dabei wurde er im 100-Meter-Lauf, im Lauf über 200 Meter und im 4-mal-100-Meter-Staffellauf eingesetzt.
Für den Medaillengewinn bei den Paralympischen Sommerspielen 1992 wurde er von Bundespräsident Richard von Weizsäcker mit dem Silbernen Lorbeerblatt ausgezeichnet.